# Liste der Kulturdenkmäler in Rosenkopf
In der Liste der Kulturdenkmäler in Rosenkopf sind alle Kulturdenkmäler der rheinland-pfälzischen Ortsgemeinde Rosenkopf aufgeführt. Grundlage ist die Denkmalliste des Landes Rheinland-Pfalz (Stand: 14. Dezember 2023).

## Einzeldenkmäler
| Bezeichnung | Lage               | Baujahr         | Beschreibung                                                          | Bild |
| ----------- | ------------------ | --------------- | --------------------------------------------------------------------- | ---- |
| Quereinhaus | Hauptstraße 9 Lage | 1810            | Quereinhaus, bezeichnet 1882 (erweitert, ursprünglicher Bau von 1810) | BW   |
| Wohnhaus    | Im Roseneck 1 Lage | 18. Jahrhundert | Wohnhaus, im Kern barock, im 19. Jahrhundert und um 1900 überformt    | BW   |
| Quereinhaus | Im Roseneck 2 Lage | 1835            | eingeschossiges Quereinhaus, 1835                                     | BW   |
| Quereinhaus | Im Roseneck 4 Lage | 1832            | eingeschossiges Quereinhaus, 1832                                     | BW   |